# Yamaha YM2608

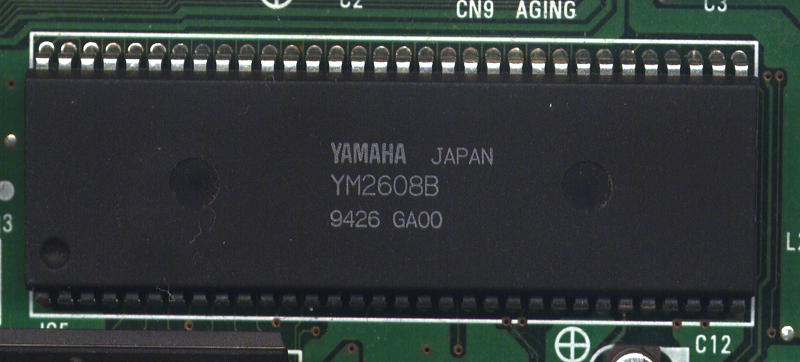
Lo Yamaha YM2608

L'YM2608, detto anche OPNA (da "FM Operator Type-N - Rev. A"), è un chip sonoro a 16 canali che fa parte della famiglia di sintetizzatori FM "OPN" prodotti da Yamaha. È il successore del chip YM2203 OPN ed è noto per essere stato usato nei computer NEC della seriePC-8801/PC-9801.

## Caratteristiche tecniche
L'YM2608 è un chip sonoro in formato DIP64 che opera a 8 MHz. Integra 4 moduli:
- FM Sound Source, un sintetizzatore FM basato sull'YM2203;
- SSG Sound Source, una implementazione completa dell'YM2149 SSG;
- ADPCM Sound Source, un singolo canale ADPCM a 8 bit con frequenza di campionamento a 16 kHz;
- Rhythm Sound Source, un sistema ADCPM a 6 canali con le tonalità di 6 strumenti a percussione su ROM.

Il modulo "FM Sound Source" include 6 canali FM simultanei, 4 oscillatori per canale con 2 contatori basati su interrupt e un oscillatore a bassa frequenza (LFO, da Low frequency oscillation). Include inoltre 8 possibili modalità di connessione fra gli oscillatori, per poter riprodurre differenti tipi di strumenti.
L'SSG (da "Software-controlled Sound Generator) è il generatore sonoro programmabile YM2149. L'YM2608 ne include le porte di I/O a uso generico e i canali a 3 suoni.
L'YM2608 è accoppiato al convertitore digitale-analogico (DAC, da "Digital-to-analog converter") YM3016.

## YMF288 OPN3
L'YMF288 OPN3 è uno sviluppo dell'YM2608 utilizzato nelle schede audio dei più recenti computer NEC PC-9801. Da esso sono state tole le porte di I/O di uso generale e varie funzioni di modulazione FM non più usate. Vede inoltre la sostituzione del modulo "ADPCM Sound Source" con un generatore di rumore bianco programmabile, l'introduzione di una modalità di stand-by a basso consumo energetico e la riduzione dei tempi di accesso ai registri interni. L'YMF288 ha anche un package del chip più compatto.